# Хадфилдов челик
Манглегура, такође позната као мангански челик или Хадфилдов челик, јесте легирани челик који садржи отприлике 13% мангана. Познат је по својој јакој ударној снази и отпорности на абразију кад је у свом ојачаном радном стању.